# Vitănești (gmina)
Vitănești – gmina w Rumunii, w okręgu Teleorman. Obejmuje miejscowości Purani, Schitu Poienari, Siliștea i Vitănești. W 2011 roku liczyła 2945 mieszkańców. 